# Special D.
Special D. (właśc. Dennis Horstmann, ur. 16 września 1980) – niemiecki DJ i producent muzyki tanecznej, popularny w Holandii, gdzie w 2004 zdobył nagrodę "Best Dance International" rozdawaną przez The Music Factory, oraz na scenie euro trance w Ameryce Północnej. Litera "D" w jego pseudonimie pochodzi od pierwszej litery jego imienia.
Jego najpopularniejszy utwór zatytułowany "Come with Me" w kwietniu 2004 osiągnął miejsce 6 w notowaniu UK Singles Chart oraz miejsce 4 w notowaniu Irish Singles Chart. Inne jego utwory, takie jak "You" czy "Here I Am", są często grane w europejskich klubach.
Muzyka autorstwa Special D. została użyta w amerykańskim filmie akcji z roku 2009 Adrenalina 2. Pod napięciem.
Artysta tworzy do dziś. Do produkcji używa cyfrowej stacji roboczej o nazwie Ableton Live.

## Dyskografia

### Albumy
- Reckless (2004)

### Single
| Rok                                    | Tytuł                | Najwyższa pozycja na liście przebojów | Najwyższa pozycja na liście przebojów | Najwyższa pozycja na liście przebojów | Najwyższa pozycja na liście przebojów | Najwyższa pozycja na liście przebojów | Najwyższa pozycja na liście przebojów | Najwyższa pozycja na liście przebojów | Najwyższa pozycja na liście przebojów | Album    |
| Rok                                    | Tytuł                | AUT                                   | BEL                                   | DEN                                   | FIN                                   | GER                                   | IRE                                   | NED                                   | UK                                    | Album    |
| -------------------------------------- | -------------------- | ------------------------------------- | ------------------------------------- | ------------------------------------- | ------------------------------------- | ------------------------------------- | ------------------------------------- | ------------------------------------- | ------------------------------------- | -------- |
| 2003                                   | "Come with Me"       | 14                                    | –                                     | –                                     | –                                     | 13                                    | 4                                     | 10                                    | 6                                     | Reckless |
| 2003                                   | "Home Alone"         | 37                                    | 27                                    | –                                     | –                                     | 17                                    | –                                     | 11                                    | –                                     | Reckless |
| 2004                                   | "Nothing I Won’t Do" | 37                                    | 49                                    | –                                     | –                                     | 45                                    | –                                     | 8                                     | –                                     | Reckless |
| 2004                                   | "You"                | –                                     | 36                                    | –                                     | –                                     | –                                     | –                                     | 18                                    | –                                     | Reckless |
| 2005                                   | "Here I Am"          | –                                     | –                                     | 19                                    | 7                                     | 66                                    | –                                     | –                                     | –                                     | Reckless |
| 2013                                   | "Discoland"          | –                                     | –                                     | –                                     | –                                     | –                                     | –                                     | –                                     | –                                     |          |
| "–" oznacza, że utwór nie był notowany |                      |                                       |                                       |                                       |                                       |                                       |                                       |                                       |                                       |          |

### Remiksy
- 2003: Future Trance United – Face 2 Face (Special D. Remix)
- 2003: Stacccato – Move Your Body (Special D Rmx)
- 2003: RedWing – My Heart Is Calling (Special D. Remix)
- 2003: Groove Coverage – The End (Special D Remix)
- 2003: Rocco – Generation of Love (Special D. Remix)
- 2003: SveN-R-G vs. Bass-T – The Sign (Remixes)(Special D. Rmx)
- 2003: Jan Wayne meets Danielle – 1,2,3 (Keep The Spirit Alive) (Special D. Remix)
- 2003: Master Blaster – How Old R U (Special D. Remix)
- 2004: Future Trance United pres. Second Spring – Irresistible (Special D. Remix)
- 2004: Brooklyn Bounce – Crazy (Special D. Remix)
- 2004: Miraluna – One Day (Special D. Remix)
- 2004: Groove Coverage – Runaway (Special D. Remix)
- 2005: Mandy & Randy – B-B-Baby (Kiss Me And Repeat) (Special D. Remix)
- 2005: Special D.igga & Todd. D.igga Present The Gravediggaz – Nightmare On Reeperbahn (Special Horstmann Extended Mix)
- 2006: Acardipane vs. Balloon – Go West (Special D. Remix)
- 2007: Bangbros – Yeah Yeah Yeah 2007 (Special D. Remix)
- 2007: Re-Flex – Lui 2007 (Special D. & Mike Brings Remix)
- 2007: Bounce Brothers – Bes Tebja (Special D. Remix)